# هانك بيني
هانك بيني (بالإنجليزية: Hank Penny)‏ هو موسيقي وكاتب أغاني أمريكي، ولد في 18 سبتمبر 1918 في برمنغهام في الولايات المتحدة، وتوفي في 17 أبريل 1992 في كاماريلو في الولايات المتحدة.

## وصلات خارجية
- هانك بيني على موقع IMDb (الإنجليزية)
- هانك بيني على موقع ميوزك برينز (الإنجليزية)
- هانك بيني على موقع إن إن دي بي (الإنجليزية)
- هانك بيني على موقع أول ميوزيك (الإنجليزية)
- هانك بيني على موقع ديسكوغز (الإنجليزية)